# Dundas River (Glenelg River)
Der Dundas River ist ein Fluss im Südwesten des australischen Bundesstaates Victoria.

## Geografie
Der Fluss entspringt im Südwesten des Staates, rund drei Kilometer südwestlich der Siedlung Gatum an den Nordosthängen des Mount Dundas. Er fließt nach Süden und mündet westlich der Kleinstadt Cavendish in den Wannon River.

### Nebenflüsse mit Mündungshöhen
- McGill Creek – 224 m
- Stony Creek – 203 m[1]